# Communion (álbum de Septic Flesh)
Communion es el séptimo álbum de estudio de la banda griega Septic Flesh de death metal sinfónico. Fue lanzado el 17 de marzo de 2008 en todo el mundo y el 25 de marzo en Estados Unidos, ambas publicaciones bajo el sello discográfico francés Season of Mist.  Es el primer álbum desde que la banda se volvió a reunir, después de que se separaran tras el lanzamiento de Sumerian Daemons en 2003.

## Producción
Septic Flesh anunció primero un espectáculo de reencuentro en el Metal Healing Festival, programado para el 19 de febrero de 2007, en Grecia.
 Poco después anunciaron la publicación de un nuevo álbum de estudio a través del sello discográfico francés Season of Mist. Communion incluye una orquesta clásica al completo, con arreglos del guitarrista Christos Antoniou, quien tiene un grado de máster en música de concierto por el London College of Music. La Orquesta Filarmónica de Praga grabó las composiciones con 80 instrumentistas y un coro de 32 cantantes.

## Música y temática lírica
Communion combina la dureza y la brutalidad del death metal con la oscura atmósfera del metal gótico, además de con algunas influencias de black metal. Este álbum cuenta con la presencia de una orquesta al completo y coro, con más de 100 músicos, añadiendo un elemento de música clásica a las canciones, dirigido por Chris Antoniou que también es responsable de los arreglos.
Según el guitarrista Sotiris Vayenas el título del álbum (Communion, en español "comunión") vendría a significar "comunicación con entidades no-humanas."

Esta clase de comunión extraña está envuelta por el misterio y se ha informado de ella en diferentes épocas y en varias partes del mundo. Existen, incluso, ritos sagrados de múltiples religiones que simbolizan esta "comunicación".
Sotiris V.

El tema principal de este álbum es la mitología, con elementos de varias civilizaciones antiguas, incluyendo la egipcia, la sumeria y la griega.

Aunque existen algunas interconexiones entre algunas canciones, Communion no es un álbum conceptual Tenía tantas cosas que quería decir que he decidido que sería mejor no centrarse en un solo tema.
Sotiris V.

## Recepción crítica
Communion recibió múltiples críticas positivas, donde Chad Bowar crítico de About.com dice: "Los elementos extremos de Septicflesh son suavizados con la melodía y bellamente contrastados con los elementos sinfónicos. La composición y arreglos son excelentes. Es una gran mezcla de ritmo, intensidades y ambientes. De lo hermoso a lo brutal, Communion cubre todas las bases musicales y éste es uno de los mejores CD que Septicflesh ha hecho. 
Kostas Sarampalis crítico de Chronicles of Chaos elogió el álbum afirmando que Septicflesh "ha salido de su estado de coma en gran estado de forma, con un fantástico álbum".

## Lista de canciones
Todas las letras fueron compuestas por Sotiris V. y la música por Septic Flesh.
| N.º | Título               | Duración |  |
| 1.  | «Lovecraft's Death»  | 4:08     |  |
| 2.  | «Anubis»             | 4:17     |  |
| 3.  | «Communion»          | 3:25     |  |
| 4.  | «Babel's Gate»       | 2:57     |  |
| 5.  | «We, The Gods»       | 3:49     |  |
| 6.  | «Sunlight/Moonlight» | 4:08     |  |
| 7.  | «Persepolis»         | 6:08     |  |
| 8.  | «Sangreal»           | 5:16     |  |
| 9.  | «Narcissus»          | 3:59     |  |

| Bonus de la edición japonesa |                              |          |  |
| N.º                          | Título                       | Duración |  |
| 10.                          | «Anubis» (Versión orquestal) | 3:56     |  |

## Formación
- Seth Siro Anton – Bajo, voces, portada.
- Sotiris V. – Guitarra eléctrica, voces limpias.
- Christos Antoniou – guitarra, orquestación.
- Fotis Benardo – Batería.
- Marios Iliopoulos – Solo de guitarra en "Babel's Gate".
- Fredrik Nordström – Ingeniero de sonido, productor.
- Henric Udd – Ingeniero de sonido.
- Peter in de Betou – Máster de grabación.

## Fecha de publicación
| País             | Fecha               | Discográfica   | Formato | Catálogo |
| ---------------- | ------------------- | -------------- | ------- | -------- |
| En todo el mundo | 17 de marzo de 2008 | Season of Mist | CD      | SOM 174  |
| Estados Unidos   | 25 de marzo de 2008 | Season of Mist | CD      | SOM 174  |